# Olmillos de Castro
Olmillos de Castro es un municipio y localidad española de la provincia de Zamora, en la comunidad autónoma de Castilla y León.
El municipio incluye las localidades anejas de Marquiz de Alba, Navianos de Alba y San Martín de Tábara. Cuenta con una superficie de 71,39 km² y, según datos del padrón municipal 2017 del INE, cuenta con una población de 235 habitantes y una densidad de 3,7 hab/km².

## Ubicación
Olmillos de Castro se encuentra situado a 40 km de Zamora, la capital provincial, en las inmediaciones de la sierra Roldana y a escasos kilómetros del embalse de Ricobayo. 

## Historia
Durante la Edad Media Olmillos de Castro quedó integrado en el Reino de León, cuyos monarcas habrían acometido la repoblación de la localidad dentro del proceso repoblador llevado a cabo en la zona, estando vinculado su origen histórico a la fortaleza de Castrotorafe y habiendo dependido de la encomienda de la Orden de Santiago que tenía sede en dicha fortaleza.
En la Edad Moderna, Olmillos de Castro estuvo integrado en el partido de Carbajales de Alba de la provincia de Zamora, al igual que las pedanías de Marquiz de Alba y Navianos de Alba, si bien San Martín de Tábara pertenecía al partido de Tábara, tal y como reflejaba en 1773 Tomás López en Mapa de la Provincia de Zamora. Así, al reestructurarse las provincias y crearse las actuales en 1833, el municipio se mantuvo en la provincia zamorana, dentro de la Región Leonesa, integrándose en 1834 en el partido judicial de Alcañices, dependencia que se prolongó hasta 1983, cuando fue suprimido el mismo e integrado en el partido judicial de Zamora.
En torno a 1850, se integraron en el municipio de Olmillos de Castro las localidades de Marquiz de Alba, Navianos de Alba y San Martín de Tábara, tomando el término municipal su extensión actual.

## Geografía humana

### Demografía
Cuenta con una población de 193 habitantes (INE 2024).
| Gráfica de evolución demográfica de Olmillos de Castro entre 1842 y 2021 |
| |
| Población de derecho según los censos de población del INE Población de hecho según los censos de población del INEEntre el censo de 1857 y el anterior, crece el término del municipio porque incorpora a 495074 (Marquiz de Alba), 495085 (Navianos de Alba) y 495122 (San Martín de Tábara) |

| Evolución demográfica de Olmillos de Castro | Evolución demográfica de Olmillos de Castro | Evolución demográfica de Olmillos de Castro | Evolución demográfica de Olmillos de Castro | Evolución demográfica de Olmillos de Castro | Evolución demográfica de Olmillos de Castro | Evolución demográfica de Olmillos de Castro | Evolución demográfica de Olmillos de Castro | Evolución demográfica de Olmillos de Castro | Evolución demográfica de Olmillos de Castro | Evolución demográfica de Olmillos de Castro | Evolución demográfica de Olmillos de Castro | Evolución demográfica de Olmillos de Castro | Evolución demográfica de Olmillos de Castro | Evolución demográfica de Olmillos de Castro | Evolución demográfica de Olmillos de Castro | Evolución demográfica de Olmillos de Castro | Evolución demográfica de Olmillos de Castro | Evolución demográfica de Olmillos de Castro | Evolución demográfica de Olmillos de Castro | Evolución demográfica de Olmillos de Castro | Evolución demográfica de Olmillos de Castro |
| 1857                                        | 1877                                        | 1897                                        | 1910                                        | 1920                                        | 1930                                        | 1940                                        | 1950                                        | 1960                                        | 1970                                        | 1981                                        | 1940                                        | 1991                                        | 1996                                        | 2001                                        | 2003                                        | 2005                                        | 2006                                        | 2007                                        | 2013                                        | 2017                                        |                                             |
| ------------------------------------------- | ------------------------------------------- | ------------------------------------------- | ------------------------------------------- | ------------------------------------------- | ------------------------------------------- | ------------------------------------------- | ------------------------------------------- | ------------------------------------------- | ------------------------------------------- | ------------------------------------------- | ------------------------------------------- | ------------------------------------------- | ------------------------------------------- | ------------------------------------------- | ------------------------------------------- | ------------------------------------------- | ------------------------------------------- | ------------------------------------------- | ------------------------------------------- | ------------------------------------------- | ------------------------------------------- |
| 802                                         | 751                                         | 822                                         | 859                                         | 1017                                        | 1119                                        | 1159                                        | 1210                                        | 1224                                        | 988                                         | 775                                         | 444                                         | 516                                         | 451                                         | 409                                         | 389                                         | 373                                         | 365                                         | 341                                         | 264                                         | 235                                         |                                             |

Las cifras de 1996 están referidas a 1 de mayo y las posteriores a 1 de enero.

## Patrimonio
De su casco urbano destaca la iglesia parroquial de Santa Marina y especialmente su espadaña alta y esbelta, campanario neoclásico de tres vanos y pináculos, con una pequeña torre lateral de cupulina y un óculo cegado con la Cruz de Santiago marcada. El templo aloja en su interior un sencillo retablo con la imagen de la patrona bajo un calvario. La belleza del templo es totalmente opuesta a la austeridad y sencillez del edificio que acoge las dependencias municipales.

## Vecinos ilustres
- José Folgado. Fue un prestigioso artesano local, herrero, especialista en balanzas, pesas romanas y el arte de la forja, el cual tiene dedicada una placa conmemorativa en la que fue su casa familiar.

## Festividades
- Santa Marina: 18 de julio.
- San Roque, el 19 de enero, y La Hiniesta, el 31 de mayo, son las festividades principales de Olmillos de Castro.
- La pedanía de Marquiz de Alba celebra San Sebastián, el 21 de enero, y Santa Cruz, el 3 de mayo
- Navianos de Alba conmemora Santa Catalina, el 30 de abril, y Nuestra Señora del Rosario, el 7 de octubre.
- Los vecinos de San Martín de Tábara están de fiesta el 28 de mayo, San Roque, y el 11 de noviembre, San Martín.